# Le ali della notte
Le ali della notte (Nightwing) è un film del 1979 diretto da Arthur Hiller.
Il soggetto è tratto dal romanzo L'ala della notte di Martin Cruz Smith.

## Trama
In una riserva indiana si propaga un'epidemia di peste bubbonica, trasmessa dal morso di mostruosi pipistrelli che si annidano in una grotta nei pressi del Grand Canyon. Lo scienziato Philip Payne, con il prezioso aiuto di Ann Dillon, l'unica sopravvissuta di un gruppo in viaggio nel deserto, riuscirà a neutralizzare le misteriose creature volanti.